# Comtat d'Omont
El comtat d'Omont fou una jurisdicció feudal de França, feudataria dels arquebisbes de Reims.
Als darrers anys del segle ix l'arquebisbe Folc de Reims (883-900) va construir la fortalesa d'Omont, no se sap si per protegir el territori dels normands o per construir una fortalesa oposada a la fortalesa reial de Vendresse situada no gaire lluny, en un moment en què el bisbe estava enfrontat al rei Odó de França. Omont estava situada a la comarca del Mouzonnais, que pertanyia al regne de Lotaríngia de Zuentibold (895-900). El següent arquebisbe Herivé o Hervé vers 900-922 († 922) va perdre la fortalesa que fou ocupada per un senyor de la zona, el comte Erlebald de Castrice però la va recuperar una mica abans del 920. En el marc de les lluites entre l'arquebisbat de Reims i la corona francesa el castell d'Omont va canviar cinc cops de mans entre 943 i 947 i l'arquebisbe Artald, en el seu segon període (946-961) va concedir el feu a son germà Dudó i al seu nebot Manassès (suposadament el fill de Dudó) que apareix per primer cop en 960 i va acabar sent comte de Rethel. Manassès I va morir vers el 989 i el va seguir Manassès II, segurament el seu fill, i vers el 1020 apareix Omont com a comtat satel·lit de Rethel. El comtat d'Omont s'estenia per tota la part occidental del pagus de Mouzonnais és a dir en territori imperial i fou tingut per la casa de Rethel, segurament per la nissaga principal que es va estendre cap al Porcien a la vall de l'Aisne; la castellania d'Omont fou la principal castellania de Rethel i estava en mans dels arquebisbes de Reims, segons consta explícitament en un acte de 1055. El comtat és esmentat el 1071 i en una Bula papal del 1179 el que demostra que existia com a tal tot i que en unió personal amb Rethel. Al segle xii el territori d'Omont fou exclòs expressament de la sobirania que exercia el comte de Xampanya Enric I el Liberal (1151-1181) sobre el comtat de Rethel, pels drets de l'arquebisbe sobre la regió.
Omont va restar en l'òrbita de Rethel sense cap desenvolupament separat; el 1591 el castell fou ocupat per la Lliga del Bé Públic i Lluís IV Gonzaga (1539 † 1595), duc de Nevers (1565-1595) i de Rethel (1581-1595) la va assetjar (setembre). Els de la Lliga van capitular a l'arribada del rei Enric IV de França. La fortalesa va quedar tan malmesa que va desaparèixer, però la ciutat va subsistir.